# Pseudosynanceia
Pseudosynanceia is een monotypisch geslacht van straalvinnige vissen uit de familie van steenvissen (Synanceiidae).

## Soort
- Pseudosynanceia melanostigma Day, 1875